# 葉狀新項鰭鮋
葉狀新項鰭鮋（拉丁語：Neovespicula depressifrons）為輻鰭魚綱鮋形目鮋亞目真裸皮鮋科的其中一種，為熱帶魚類，分布於印度西太平洋印尼、菲律賓及新幾內亞淡水、半鹹水、海域，體長可達10公分，棲息在底層水域，生活習性不明，具有毒性。